# Skarn
Gli skarn sono rocce metasomatiche che si formano a contatto tra una roccia silicatica o un fuso magmatico e una roccia carbonatica. Sono formati principalmente da silicati di calcio-magnesio-ferro-manganese a grana grossa, anidri o poveri in acqua (come ossidrile). Si tratta di rocce economicamente molto importanti perché spesso sede di giacimenti di minerali metalliferi, di boro e Terre rare. Sinonimo di skarn nella letteratura nordamericana è il termine tactite.

## Etimologia
Il termine skarn deriva da un'antica parola utilizzata dai minatori svedesi per indicare il materiale di scarto (ganga), ricco in silicati, che veniva estratto assieme ai minerali da cui si ricavavano i metalli e che apparentemente tendeva a sostituire i calcari nel distretto minerario di Persberg.

## Definizioni e caratteri giaciturali
Gli skarn sono rocce a grana normalmente grossa, struttura isotropa e tessitura granoblastica-lepidoblastica o granofelsica. Formano corpi appiattiti lungo il contatto oppure vene, camini o corpi irregolari che tagliano le rocce carbonatiche e/o silicatiche (skarn in vene). Gli skarn formatisi a spese di rocce magmatiche o altre rocce silicatiche sono chiamati endoskarn, mentre quelli formatisi all'esterno di un corpo intrusivo quando entra in contatto con un'unità carbonatica sono chiamati esoskarn. 

- Gli esoskarn sono più comuni e si formano quando i liquidi rimasti dalla cristallizzazione del magma vengono espulsi dalla massa rocciosa nelle fasi finali della messa in posto. Entrando in contatto con rocce chimicamente reattive, di solito carbonati come calcari o dolomie, reagiscono con esse e producono un'alterazione che è un tipo di metasomatismo di infiltrazione.
- Gli endoskarn sono più rari: si formano all'interno del corpo intrusivo in cui sono state prodotte fratture, giunti di raffreddamento e stockwork, il che si traduce in un'area permeabile. L'area permeabile può incorporare materiale proveniente dagli strati carbonatici. I fluidi idrotermali magmatici che sono stati trasportati o creati dall'intrusione interagiscono con questo materiale carbonatico e formano l'endoskarn. Sia la composizione che la tessitura del protolito giocano un ruolo importante nella formazione dello skarn risultante.

La zona più esterna degli endoskarn e quella più vicina al corpo magmatico genitore degli esoskarn, oltre a silicati di calcio-magnesio-ferro-manganese, possono contenere feldspato o scapolite e/o feldspatoidi. Per queste rocce, Korzhinskii (1953) introdusse il termine speciale di near-skarn rocks.

- Lo skarn di reazione è formato dal metamorfismo isochimico che si verifica su unità litologiche sedimentarie finemente interstratificate e implica un trasferimento metasomatico di componenti su scala ridotta (forse centimetri) tra unità adiacenti.
- Si definiscono skarnoidi i prodotti del metamorfismo di litologie impure, con un certo trasferimento di massa causato dal movimento di fluidi a piccola scala. A differenza dei veri skarn metasomatici, gli skarnoidi riflettono strettamente la composizione e/o la tessitura delle rocce immediatamente circostanti, contengono granato o pirosseno come fasi maggiori, hanno grana fine e sono poveri di ferro. Si possono considerare una via di mezzo tra una cornubianite a grana fine e uno skarn a grana grossa.

In accordo con la diversa composizione e con i diversi aspetti genetici, la famiglia degli skarn è stata divisa in due sottogruppi: 
- skarn magnesiaci, sviluppatisi al contatto con rocce carbonatiche magnesiache (a dolomite o magnesite)
- skarn calcici, formatisi a contatto con calcari e marmi poveri di magnesio.

## Sottofamiglia degli skarn magnesiaci
Gli skarn magnesiaci sono rocce di alta temperatura contenenti forsterite, diopside, spinello, periclasio, clinohumite, flogopite e pargasite e si formano al contatto tra rocce magmatiche e carbonatiche calcio-magnesiache o magnesiache.

### Zonazioni e facies dello stadio magmatico
Gli skarn magnesiaci collegati allo stadio magmatico sono caratterizzati da associazioni minerali a pirosseno fassaitico, forsterite, spinello magnesiaco, enstatite, monticellite, åkermanite, merwinite e periclasio. Il pattern tipico di zonazione (colonna metasomatica) comprende le seguenti paragenesi: granito (o un'altra roccia silicatica) → plagioclasio (An70-95) + clinopirosseno diopsidico → pirosseno fassaitico + spinello → forsterite + spinello → forsterite + spinello + calcite → dolomite (le frecce indicano la direzione della crescita zonata nella colonna). Le paragenesi a ortopirosseno compaiono solo quando l'attività chimica dell'ossido di calcio (CaO) è bassa, per esempio al contatto con magnesite. 
Le facies degli skarn magnesiaci dello stadio magmatico che dipendono dalle condizioni di temperatura, concentrazione di CO2 e attività di CaO sono: dolomite, periclasio, magnesite, enstatite, forsterite-calcite, monticellite, monticellite-periclasio, monticellite-spurrite, åkermanite, mervinite, mervinite-periclasio e corindone-plagioclasio (lo spinello è presente in ogni facies).

### Zonazioni e facies dello stadio postmagmatico
Gli skarn magnesiaci collegati allo stadio postmagmatico si sviluppano principalmente come sostituzione (parziale o completa) di precedenti skarn magnesiaci sviluppatisi durante lo stadio magmatico. Le loro zonazioni e colonne metasomatiche sono meno uniformi e più complesse. Insieme ai minerali residuali stabili dello stadio magmatico compaiono nuovi minerali caratteristici e nuove paragenesi. Le paragenesi a spinello danno luogo a flogopite e pargasite. Le principali facies che sono dipendenti dalle condizioni di pressione-temperatura e dall'attività di CO2, K2O, Na2O, F2, Cl2, B2O3 e FeO sono: flogopite-diopside, flogopite-forsterite, magnetite–forsterite, diopside-monticellite, monticellite-brucite, monticellite-dellaite, monticellite-foshagite, pargasite-diopside, clinohumite, magnetite, ludwigite, kotoite, suanite e altri.

### Ambiente di formazione e successive trasformazioni
Il campo di temperature nel quale si è formata la sottofamiglia è di circa 750-450 °C alla pressione di 0,05-0,1 GPa. Gli skarn magnesiaci di entrambi gli stadi sono comunemente sostituiti a vario grado da skarn calcici postmagmatici, sotto condizioni di moderata pressione e temperatura, a causa della crescente attività chimica di CaO, al diminuire della temperatura e alla corrispondente diminuzione della concentrazione di CO2 nei fluidi. Le alterazioni post-skarn di bassa temperatura portano alla sostituzione dei minerali dello skarn con serpentino, clorite + actinolite, carbonati e brucite.

### Facies a manganese
Una rara facies di skarn è analoga agli skarn magnesiaci eccetto per il fatto che il magnesio nei minerali è completamente sostituito dal manganese. Minerali tipici sono: johannsenite, tephroite, glaucochroite, sonolite e galaxite. Queste facies si sviluppano al contatto di rocce silicatiche con carbonati manganesiferi. Queste rocce metasomatiche sembrano essersi formate in uno stadio postmagmatico e a basse temperature. Il Ca-Mn clinopirosseno (johannsenite) come pure i Ca-Mn pirossenoidi sono caratteristici della facies a manganese degli skarn calcici. Normalmente i minerali degli skarn magnesiaci non contengono apprezzabili quantità di manganese.

## Sottofamiglia degli skarn calcici
Gli skarn calcici sono skarn di temperatura da media a alta e composti principalmente da granato granditico, pirosseno (da salite a ferrosalite e/o johannsenite), wollastonite o pirossenoidi ricchi in magnesio e formatisi al contatto tra rocce magmatiche o altre silicatiche e rocce a carbonato di calcio. Possono sostituire precedenti skarn magnesiaci (in condizioni subvulcaniche o ipoabissali).

### Zonazione e facies
Tutti (o quasi tutti) gli skarn calcici appartengono allo stadio postmagmatico. I minerali tipici di questa sottofamiglia sono: granato granditico, vesuvianite, clinopirosseno (da salite fino a hedenbergite e/o johannsenite), wollastonite, rodonite e bustamite, epidoto, scapolite, plagioclasio; meno comuni sono i silicati di più alta temperatura con rapporto molare Ca/Si ≥ 1,5.
La tipica successione di facies, dall'endoskarn più interno all'esoskarn più esterno, è caratterizzata da una zona bimineralica (dove andesina o scapolite o K-feldspato sono associati a salite o grossularia o epidoto), seguita da una zona monomineralica (granato granditico o clinopirosseno calcico) o bimineralica (granato-clinopirosseno), che può essere o non essere seguita da una zona a wollastonite. Le mineralogie specifiche dipendono sia dalle condizioni di pressione e temperatura che dall'attività chimica di K2O, Na2O, F2, Cl2, SO3, FeO, O2 e CO2.

### Ambiente di formazione e successive trasformazioni
Questi tipici skarn calcici si sono formati in un campo di temperature di 650-400 °C e alla pressione di 0,05-0,4 GPa. La formazione di paragenesi a hedenbergite e johannsenite con associazioni a quarzo e quarzo-granato come pure ad anfiboli si imposta durante le alterazioni post-skarn insieme alla (o dopo la) rottura dei minerali dello skarn.

### Altri tipi particolari di facies
Alcuni skarn di relativamente bassa temperatura sono arricchiti con Fe2+ e Mn2+ (molecola hedembergitica o johannsenitica nei pirosseni, spessartite nei granati, rodonite e bustamite).
Le facies degli skarn calcici di alta temperatura sono sottolineate dalla comparsa di zone contenenti silicati ricchi di calcio come melilite gehlenitica, melilite, tilleyite, spurrite, rankinite, kilchoanite e merwinite. Le temperature della loro formazione sono di 700-900 °C alla pressione di 0,05-0,15 GPa e con XCO2 < 0,05.

## Meccanismi genetici e ambienti geodinamici

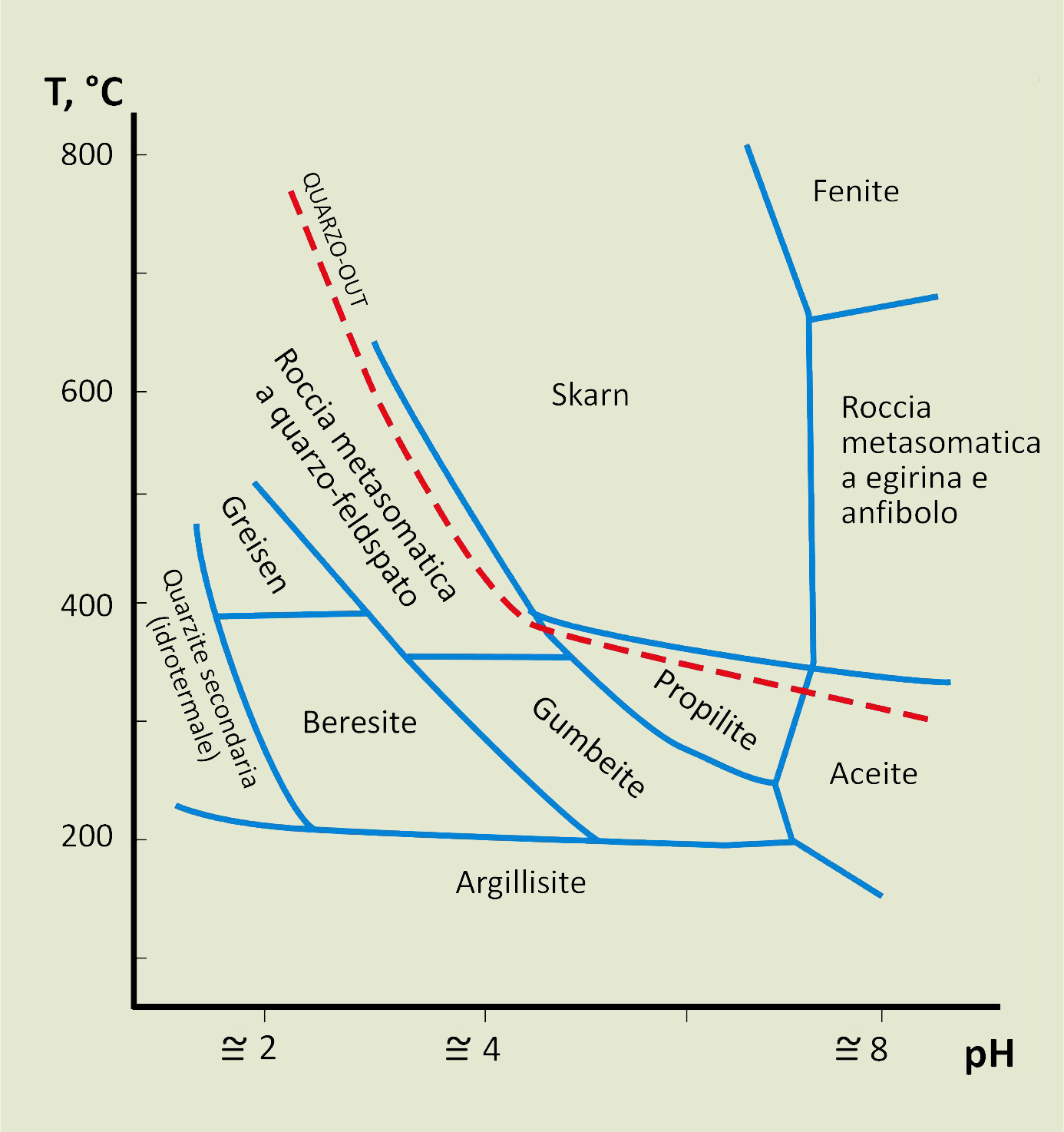
Fig. 1. La posizione degli skarn in un diagramma temperatura/pH (qualitativo) illustrante i campi di stabilità per questi parametri delle famiglie di rocce metasomatiche. La linea tratteggiata separa le famiglie acide da quelle neutro-alcaline (ossia con e senza quarzo). Ridisegnato da Zharikov et al (2007).

I principali processi che producono skarn includono la ricristallizzazione metamorfica isochimica di rocce carbonatiche impure, le reazioni bimetasomatiche tra differenti litologie (sostituzione di entrambe le rocce a contatto, a causa di una diffusione nelle due direzioni di componenti diversi attraverso il contatto) e il metasomatismo infiltrazionale, che coinvolge fluidi idrotermali di origine prevalentemente magmatica, ma anche metamorfici, meteorici o di origine marina. Il metasomatismo infiltrazionale è di tipo progrado (cioè si sviluppa con temperatura crescente) nello stadio magmatico e retrogrado (temperatura decrescente) nello stadio postmagmatico. Il metamorfismo che produce la ricristallizzazione può essere di contatto o regionale. Nel primo caso produce skarn sotto forma di corpi adiacenti al contatto oppure vene, camini o corpi irregolari che tagliano le rocce carbonatiche e/o silicatiche, nel secondo caso produce skarn stratiformi.
Gli skarn sono legati principalmente a intrusioni calc-alcaline (graniti prevalenti) orogeniche e postorogeniche di margine continentale collisionale o in rift di cratoni precedentemente stabili, più raramente a intrusioni basiche di archi insulari oceanici. Un altro importante fattore di controllo, soprattutto per quanto riguarda il tipo di mineralizzazioni economiche collegate, è la profondità dell'intrusione. Gli skarn si trovano in rocce di tutte le età, sebbene siano piuttosto rari nelle rocce precambriche, questo perché sono stati erosi a causa del lungo periodo di esposizione.
Il principale aspetto che unifica gli skarn di contatto (quelli largamente più diffusi) è il loro stile evolutivo. Al di là delle variazioni di contenuto in metalli, associazione con i magmi, ambiente tettonico e mineralogia, c'è un pattern comune consistente in 
1. metamorfismo di contatto essenzialmente isochimico che accompagna la messa in posto del magma;
2. formazione di uno skarn metasomatico e inizio della deposizione dei minerali metallici che accompagna la cristallizzazione del magma, l'iniziale raffreddamento del plutone e l'evoluzione del fluido mineralizzante
3. alterazione retrograda e continuazione della deposizione di minerali metallici che accompagna il raffreddamento finale del sistema.

I patterns di zonazione minerale di ogni stadio successivo comunemente tagliano obliquamente i precedenti patterns come conseguenza di mutevoli condotti idrotermali durante l'evoluzione strutturale. La fig. 2 rappresenta una ricostruzione degli stadi evolutivi di un deposito di skarn associato a un plutone granitico.

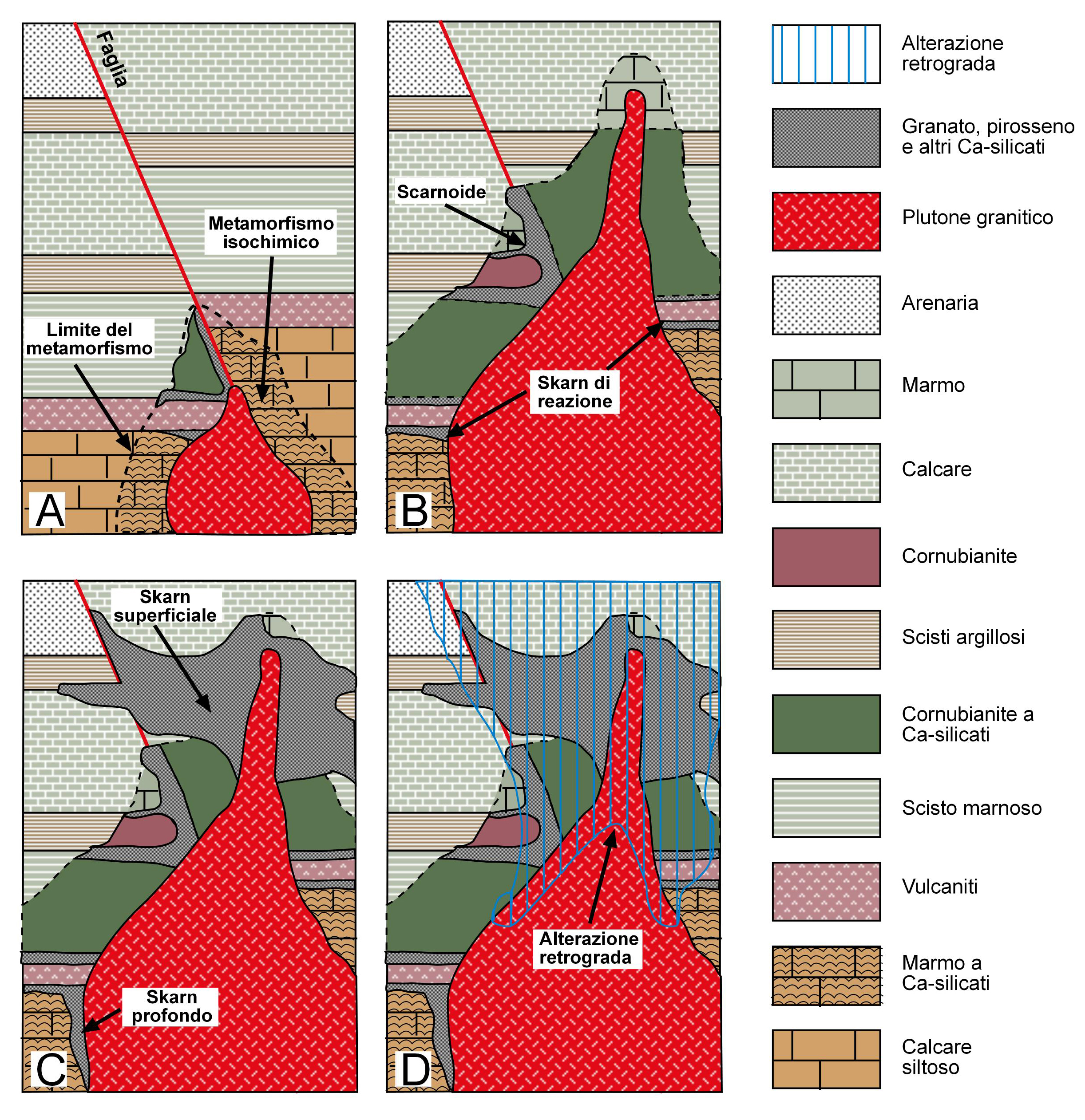
Fig. 2. Stadi evolutivi di un deposito di skarn associato a un plutone granitico: (A). L'intrusione iniziale causa il metamorfismo isochimico di contatto delle rocce sedimentarie. (B). L'intrusione si completa con la risalita del magma per erosione del tetto (stoping). La ricristallizzazione metamorfica e i cambiamenti di fase riflettono le composizioni dei protoliti, con locale bimetasomatismo e circolazione dei fluidi, che formano diversi minerali silicati di calcio (skarn di reazione e skarnoidi) in litologie impure e lungo i limiti dei fluidi. Si noti che il metamorfismo è più esteso e di più alta temperatura in profondità che non vicino alla piccola cupola granitica al tetto del sistema. (C). La cristallizzazione e il rilascio di fasi acquose separate porta a skarn metasomatici controllati dai fluidi. Si noti che in profondità l'estensione dello skarn è minore di quella dell'aureola metamorfica e che è prevalentemente orientato verticalmente se confrontato con l'estensione laterale dello skarn superficiale, che localmente supera l'estensione dell'aureola metamorfica al tetto del sistema. (D). Il raffreddamento del plutone e la possibile circolazione di acque meteoriche più fredde e ossigenate causano un'alterazione retrograda delle associazioni metamorfiche e metasomatiche a silicati di calcio. Si noti che l'alterazione retrograda è più estesa in prossimità della superficie. Si noti infine l'importanza di strutture tettoniche, come giunti e faglie, nel guidare i fluidi idrotermali (Da Meinert, 1992, ridisegnato)

I minerali metasomatici comunemente si presentano come pseudomorfosi su, o in vene dentro, minerali metamorfici e queste, a loro volta, possono degradarsi in miscele polimineraliche durante l'alterazione retrograda. Il grado di sviluppo di ogni determinato stadio varia ampiamente. Così lo stadio metamorfico è più intenso negli skarn mesozonali localizzati a contatto con il plutone (ad es. gli skarn a tungsteno) che negli skarn epizonali localizzati a una certa distanza dal plutone (ad es. gli skarn distali a zinco-piombo). Dall'altro lato lo stadio retrogrado è più intenso negli skarn epizonali localizzati ai contatti con lo stock (ad es. skarn di rame porfirico) che negli skarn distali epizonali (ad es. skarn a zinco-piombo) o negli skarn mesozonali (ad es. skarn a tungsteno).

Dettagliati studi sul campo e analitico-petrografici, combinati con studi sulle inclusioni fluide e sugli isotopi stabili, hanno fornito stime sulle condizioni di pressione, temperatura e concentrazione dei fluidi durante l'evoluzione dello skarn. La formazione iniziale dello skarn avviene normalmente tra 650 e 400 °C; le temperature più alte sono più legate agli eventi profondi (da 0,1 a 0,3 GPa) che non a quelli più superficiali (da 0,03 a 0,1 GPa). I fluidi metasomatici sono caratterizzati da un basso contenuto di CO2 (XCO2 minore di 0,1) e moderata salinità (da 10 a 45% di NaCl equivalente). L'ebollizione sembra essere più caratteristica degli ambienti meno profondi. La sorgente dei metalli è generalmente ascritta ai magmi o a sorgenti profondamente radicate piuttosto che locali e l'origine dell'acqua varia da quella magmatica durante i primi stadi a quella magmatica + meteorica negli stadi retrogradi finali di alcuni depositi. I patterns di zonatura prograda degli skarn sono interpretati come risultato del metasomatismo di infiltrazione, con un ruolo minore giocato dalla diffusione nei fluidi intergranulari.

## Depositi minerari associati agli skarn
Non sempre i corpi di skarn contengono minerali di importanza economica, anche se in piccole quantità. La definizione di skarn semplicemente stabilisce che la roccia si è originata da processi metamorfici e/o metasomatici e che la loro mineralogia è dominata da silicati di calcio-ferro-magnesio-manganese. Quando gli skarn contengono minerali di importanza economica si parla semplicemente di Depositi di skarn. In rari casi è anche possibile che i depositi di skarn si siano originati dal metamorfismo di depositi preesistenti: i migliori esempi di ciò sono il deposito di Franklin, New Jersey (USA) e quello di Broken Hill, Australia.

La grande maggioranza dei depositi di skarn è associata con archi magmatici collegati alla subduzione al di sotto della crosta continentale. I plutoni variano in composizione dalla diorite al granito, sebbene le differenze tra i tipi di skarn con differenti metalli base sembrano riflettere meglio l'ambiente geologico locale (profondità di formazione, aspetti strutturali e percorso dei fluidi) piuttosto che fondamentali differenze nella petrogenesi dei magmi.

Alcuni depositi di skarn non sono associati al magmatismo collegato alla subduzione. Questi skarn possono essere associati con il magmatismo di tipo S che segue a un periodo di subduzione importante o che può essere associato con un rifting di cratoni precedentemente stabili. I plutoni sono essenzialmente granitici in composizione e comunemente contengono muscovite primaria, biotite, megacristalli di quarzo grigio-scuri, cavità miarolitiche, alterazioni di tipo greisen e radioattività anomala. Gli skarn associati sono ricchi di stagno o fluoro, sebbene sia normalmente presente uno stuolo di altri elementi che possono essere di importanza economica. Questa suite evoluta comprende tungsteno, berillio, boro, litio, bismuto, zinco, piombo, uranio, fluoro ed elementi delle Terre rare.
I depositi di skarn calcici a Fe-Cu sono virtualmente gli unici skarn affioranti in terreni di archi insulari oceanici. Molti di questi skarn sono anche arricchiti in cobalto, nichel, cromo e oro. In aggiunta, alcuni skarn economici a oro sembrano essersi formati in un bacino di retroarco associato a un arco vulcanico oceanico. Alcuni degli aspetti chiave, che pongono questi skarn rispetto a quelli associati con magmi più evoluti della crosta continentale, sono la loro associazione con plutoni gabbrici o dioritici, l'abbondante endoskarn, il diffuso metasomatismo sodico e l'assenza di stagno e piombo. Nell'insieme questi aspetti riflettono la primitiva natura oceanica della crosta, la tipologia delle rocce incassanti e dei plutoni.
Gli skarn formatisi a più grande profondità possono essere visti come sottili orli di piccola taglia, se rapportati ai plutoni associati e alle loro aureole metamorfiche. In contrasto, le rocce incassanti a più modesta profondità tendono a deformarsi per fratturazione e faglie piuttosto che per piegamenti. In molti dei depositi di skarn superficiali i contatti intrusivi sono nettamente discordanti con la stratificazione e gli skarn tagliano obliquamente gli strati e sostituiscono in modo massiccio quelli chimicamente più favorevoli al metasomatismo, uguagliando o eccedendo la taglia (affiorante) del plutone associato. L'intensa fratturazione idrotermale associata con le intrusioni di livello più superficiale aumenta grandemente la permeabilità delle rocce incassanti, non solo per i fluidi metasomatici di origine ignea, ma anche per i successivi, probabilmente più freddi, fluidi meteorici. L'influsso dell'acqua meteorica e la conseguente distruzione dei minerali dello skarn durante l'alterazione retrograda è uno degli aspetti distintivi della formazione degli skarn in ambienti poco profondi.

### Classificazione dei depositi di skarn
I depositi di skarn sono classificati sulla base del metallo dominante. La tabella 1 al fondo del paragrafo indica non solo i metalli indicizzanti i diversi depositi, ma anche le rocce ignee associate, l'ambiente tettonico, e la mineralogia dei silicati e dei minerali metallici degli skarn per ciascun tipo.
- Gli skarn a ferro sono i depositi di questo tipo di più grandi dimensioni. Gli skarn calcici a ferro negli archi insulari oceanici sono associati con plutoni ricchi in ferro, di composizione da basica a intermedia, intrusi in calcari e rocce vulcaniche. In alcuni depositi la quantità di endoskarn può superare quella dell'esoskarn. Bisogna sottolineare, tuttavia, che molti altri skarn possono sviluppare zone di modesto volume ricche in ferro, con abbondante magnetite che può essere coltivata in ambito locale. Tali depositi, tuttavia, non sono i tipici skarn a ferro.
- Gli  skarn a tungsteno si trovano in diversi continenti in associazione con plutoni calc-alcalini nelle principali cinture orogeniche. Come gruppo, gli skarn a tungsteno sono associati a batoliti equigranulari a grana grossa (con filoni di pegmatiti e apliti), circondati da ampie aureole metamorfiche di alta temperatura. Questi aspetti sono indicativi nel loro insieme di un ambiente profondo. Gli skarn a tungsteno sono ulteriormente suddivisi in due gruppi: tipo ossidato e tipo ridotto, basati sulla composizione della roccia incassante (carbonatica verso ematitica), sulla mineralogia dello skarn (ferro ferroso verso ferro ferrico) e sulla relativa profondità (temperatura metamorfica e coinvolgimento di acque sotterranee ossigenate).
- Gli  skarn a rame sono forse il tipo di skarn più abbondanti al mondo. Essi sono particolarmente comuni in zone orogeniche collegate alla subduzione, sia in ambiente oceanico che in ambiente continentale. Molti skarn a rame sono associati a plutoni porfirici, calc-alcalini a magnetite del tipo I, molti hanno rocce vulcaniche cogenetiche, intreccio di vene tipo stockwork, brecciature e intensa alterazione idrotermale. Tutti questi aspetti sono indicativi di un ambiente di formazione relativamente poco profondo. Molti skarn a rame si formano a stretto contatto con stocks con una mineralogia da skarn relativamente ossidato, dominata da granato andraditico. Un discreto numero di skarn a rame è spazialmente, temporalmente e geneticamente collegato a depositi del tipo rame porfirico e alle rocce ignee ad esse collegate.
- Molti  skarn a piombo/zinco si rinvengono in ambienti continentali associati sia a subduzione che a rifting. Le rocce ignee collegate spaziano ampiamente dalle dioriti fino ai graniti ricchi in silice. Essi inoltre si estendono in diversi ambienti geologici, dai batoliti mesozonali ai complessi di dicchi e sill superficiali e fino alle estrusioni vulcaniche superficiali. Al di là del contenuto di Zn-Pb-Ag, gli skarn a piombo/zinco possono essere distinti dagli altri tipi di skarn per la loro caratteristica mineralogia ricca in ferro e manganese, per la loro diffusione lungo contatti litologici e strutturali e per l'assenza di significative aureole metamorfiche centrate sugli skarn. Quasi tutti i minerali di questi skarn possono essere arricchiti in manganese inclusi granati, pirosseni, olivina, pirossenoidi, anfiboli, clorite e serpentino.

Per un certo numero di skarn a piombo/zinco il corpo magmatico associato non è stato trovato o riconosciuto, forse perché è troppo lontano dallo skarn stesso. La mineralogia di questi skarn, tuttavia, distingue questi minerali a piombo/zinco dai depositi tipici (per es. i giacimenti tipo Mississippi-valley).
- Gli skarn a stagno sono associati in modo quasi esclusivo a graniti ricchi in silice generati da parziale fusione della crosta continentale. C'è un filo conduttore che accomuna i diversi tipi di depositi di skarn a stagno, ossia la caratteristica suite di elementi in traccia (Sn, F, B, Be, Li, W, Mo e Rb) nel minerale e nelle rocce ignee associate. Questa suite distingue gli skarn a stagno da tutti gli altri tipi di skarn. Molti depositi di skarn a stagno sviluppano uno stadio di alterazione in greisen impostata sopra l'intrusione, uno skarn iniziale e carbonati inalterati. L'alterazione in greisen è caratterizzata dall'alta attività di fluoro e dalla presenza di minerali come fluorite, topazio, tormalina, muscovite, grunerite, ilmenite e abbondante quarzo. In molti casi l'alterazione dello stadio a greisen distrugge completamente i precedenti stadi di alterazione. È importante sottolineare che l'alterazione stile greisen è assente in tutti gli altri tipi di skarn.

| Tipo di deposito                                                         | ferro                                                       | tungsteno                                                                  | rame                                                             | zinco-piombo                                                                                   | stagno-tungsteno                                                              |
| Dimensioni tipiche (in Megatonnellate)                                   | 5-200 Mt                                                    | 0,1-2 Mt                                                                   | 1-100 Mt                                                         | 0,2-3 Mt                                                                                       | 0,1-3 Mt                                                                      |
| Tenore tipico                                                            | 40% Fe                                                      | 0,7% WO3                                                                   | 1-2% Cu                                                          | 9% Zn, 6% Pb, 150 g Ag/t                                                                       | 0,1-0,7% Sn                                                                   |
| Metalli (o elementi associati)                                           | Fe (Co,Cu,Au)                                               | W, Mo, Cu (Zn, Bi)                                                         | Cu (Mo,Zn,W)                                                     | Zn, Pb, Ag (Cu, W)                                                                             | Sn, F, W (Be, Zn)                                                             |
| Ambiente tettonico                                                       | Archi insulari oceanici; margini continentali con rift      | margini continentali, sin- o tardo-orogenici                               | margini continentali, sin- o tardo-orogenici                     | margini continentali, sin- o tardo-orogenici                                                   | continentale, tardo- a post-orogenico, anorogenico                            |
| Rocce ignee associate                                                    | da gabbro a sienite, diorite                                | quarzo diorite                                                             | granodiorite                                                     | plutoni comunemente assenti; se presenti, da granito a diorite                                 | granito                                                                       |
| Morfologia del plutone                                                   | stock da grandi a piccoli, filoni                           | grandi plutoni, batoliti                                                   | piccoli stock, filoni, camini brecciati                          | se presente, stock e filoni                                                                    | stock, batoliti                                                               |
| Silicati iniziali                                                        | Pirosseno (Hd20-80), granato (And20-95), epidoto, magnetite | Pirosseno (Hd60-90, Jo5-20), granato (And10-50), vesuvianite, wollastonite | Granato (And60-100), Pirosseno diopsidico (Hd5-50), wollastonite | Hedenbergite ricca in Mn (Hd30-90, Jo10-40), granato (And20-100, Sps2-10), bustamite, rodonite | Vesuvianite, granato ricco in Sps, granati contenenti Sn, danburite, datolite |
| Silicati finali                                                          | anfibolo, clorite                                           | granato (Sps5-35, And5-40), biotite, orneblenda, plagioclasio              | attinolite, clorite                                              | Mn-actinolite, clorite, rodocrosite                                                            | anfibolo, mica, tormalina, clorite, fluorite                                  |
| Minerali metalliferi (solo i principali)                                 | magnetite (calcopirite, cobaltite, pirrotite)               | scheelite, molibdenite, calcopirite                                        | calcopirite, pirite, ematite, magnetite                          | blenda, galena, pirrotite, pirite, magnetite                                                   | cassiterite, wolframite                                                       |
| Hd = hedenbergite; Jo = Johannsenite; Sps = spessartite; And = andradite |                                                             |                                                                            |                                                                  |                                                                                                |                                                                               |

## Galleria d'immagini

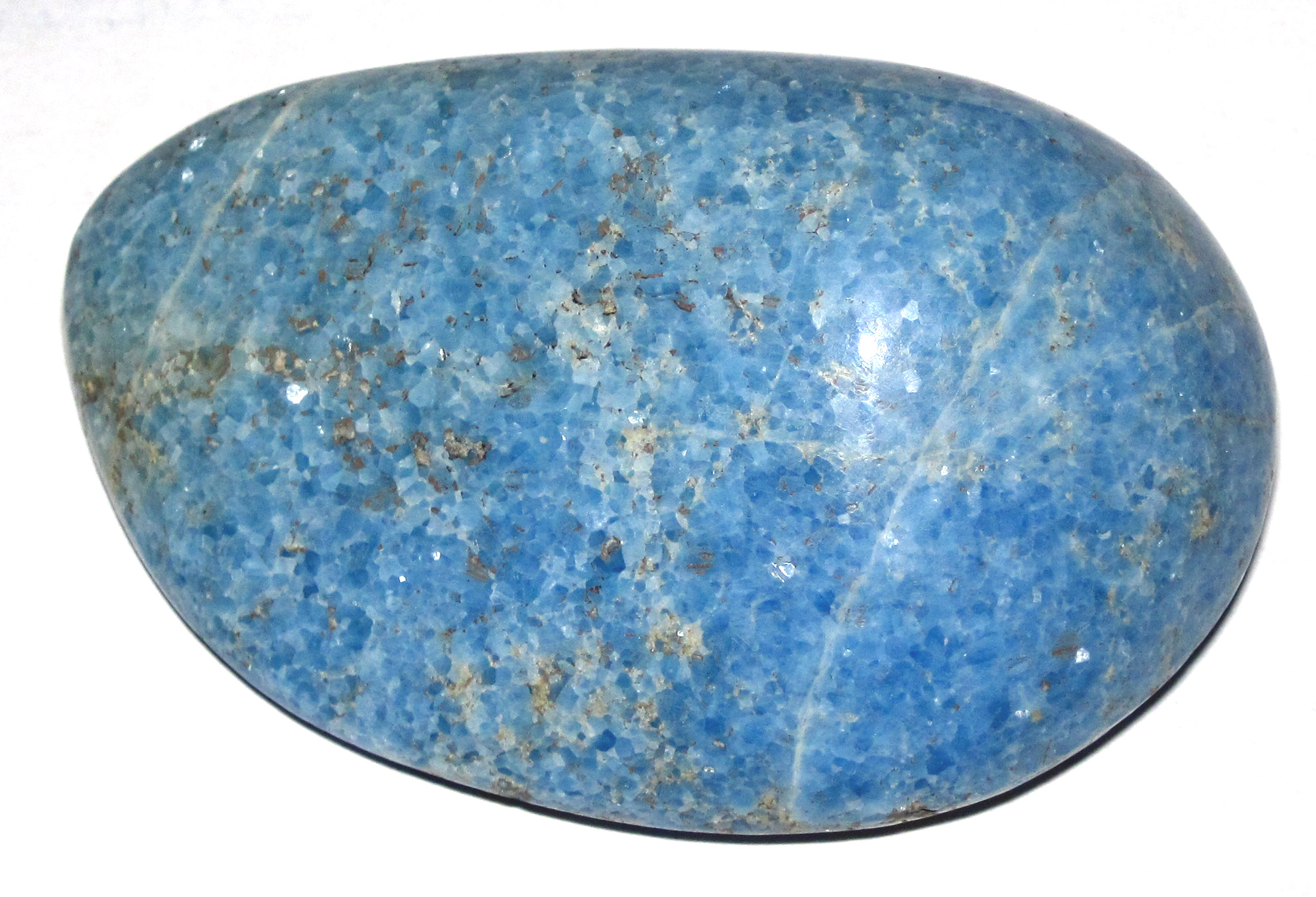
Raro skarn magnesiaco a diopside della varietà blu (violano). Repubblica di Buriazia, Transbaikalia, Siberia orientale.
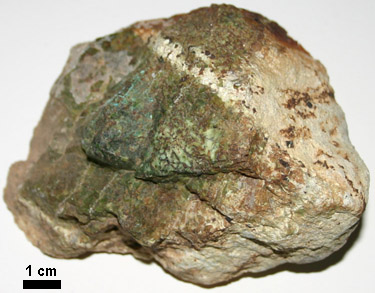
Skarn magnesiaco con alterazione post-skarn a prevalente serpentino. Little Cottonwood Canyon, Utah.
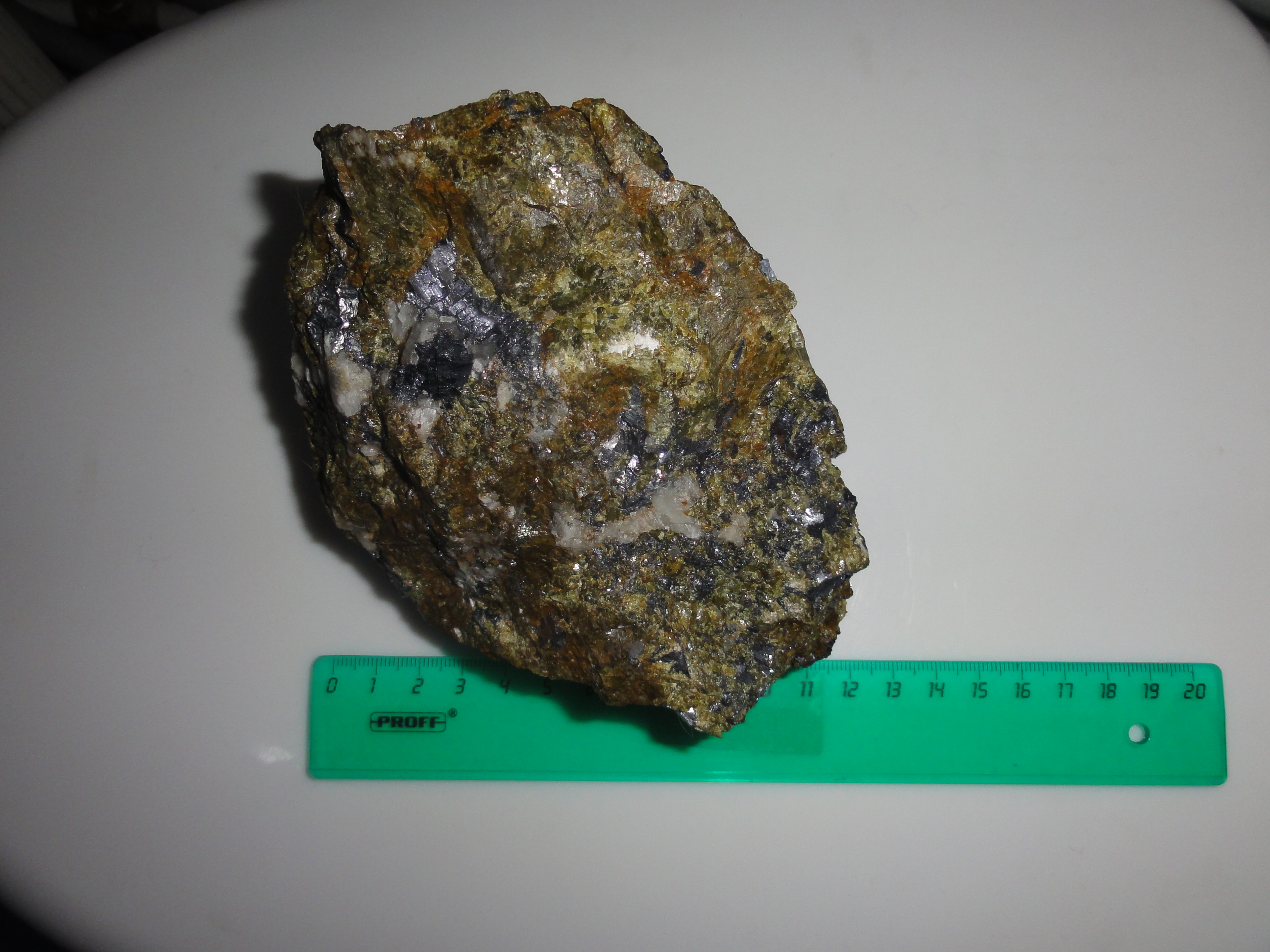
Skarn calcico a granato-hedenbergite di alterazione post-skarn con galena e calcite. Località ignota.
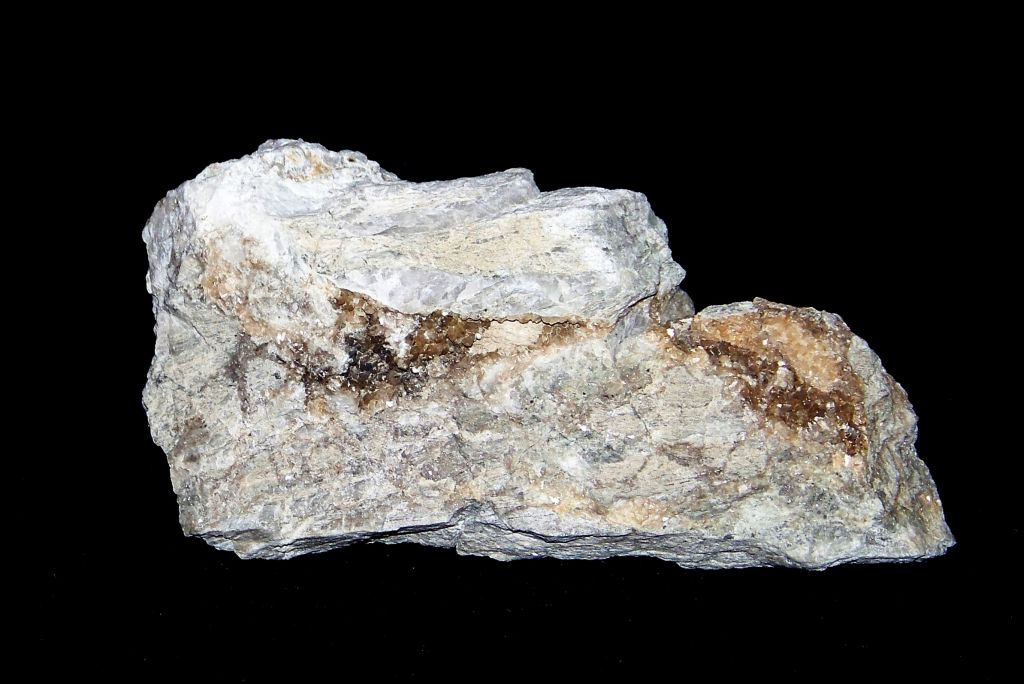
Skarn calcico a diopside-clorite con stilbite bruna. Slesia meridionale, Polonia.